# Toulépleu
Toulépleu – miasto w zachodniej części Wybrzeża Kości Słoniowej. Siedziba departamentu Toulépleu.

## Środowisko naturalne
Średnia roczna temperatura w Toulépleu wynosi 25°C, najwyższa jest w marcu i kwietniu (26.3°C), zaś najniższa – w czerwcu, sierpniu i grudniu (24°C). Średnia roczna suma opadów to 1787 mm, największe opady są we wrześniu, a najmniejsze zimą. Przeciętnie pada przez 156 dni w roku

## Demografia
W Toulépleu w 2014 roku mieszkały 6 784 osoby, z czego 54% stanowili mężczyźni.